# Klaus Kübel
Klaus Kübel (* 11. Februar 1941 in Groß Teschendorf bei Elbing, Westpreußen; † 1. Dezember 2008) war ein deutscher Jurist. Er war von 1990 bis 2007 Kanzler der Friedrich-Schiller-Universität Jena.

## Leben
Klaus Kübel studierte zunächst Philologie an der Universität Hamburg, wechselte dann aber zu den Rechtswissenschaften an die Christian-Albrechts-Universität zu Kiel, später an die Eberhard Karls Universität Tübingen. Sein juristisches Referendariat absolvierte er in Stuttgart und Gießen. Er legte beide Staatsexamina mit Prädikat ab. An der Justus-Liebig-Universität Gießen wurde er 1985 mit einer Arbeit über Personalrat und Personalmaßnahmen mit summa cum laude zum Dr. iur. promoviert.
Er trat 1972 in den Staatsdienst ein und war in der Universitätsverwaltung der Gießener Universität tätig. Später war er Verwaltungsdirektor des Universitätsklinikums Gießen und Marburg und stellvertretender Kanzler der Gießener Universität.
Ende 1990 wechselte Klaus Kübel im Rahmen der Verwaltungshilfe des Landes Hessen nach Jena, wo er die Aufgabe des Kanzlers der Friedrich-Schiller-Universität Jena übernahm. Er baute die gesamte heutige Universität in der Folge der Deutschen Wiedervereinigung um und prägte die Universität Jena maßgeblich. Darüber hinaus war Kübel von 1994 bis 2002 ehrenamtlicher Richter beim Fachsenat für Personalvertretungssachen am Thüringer Oberverwaltungsgericht in Weimar.
2007 ging er in den Ruhestand. Seine Verdienste um die Universität Jena wurden ihm mit einer Ehrendoktorwürde gedankt.